# 팻 캐럴

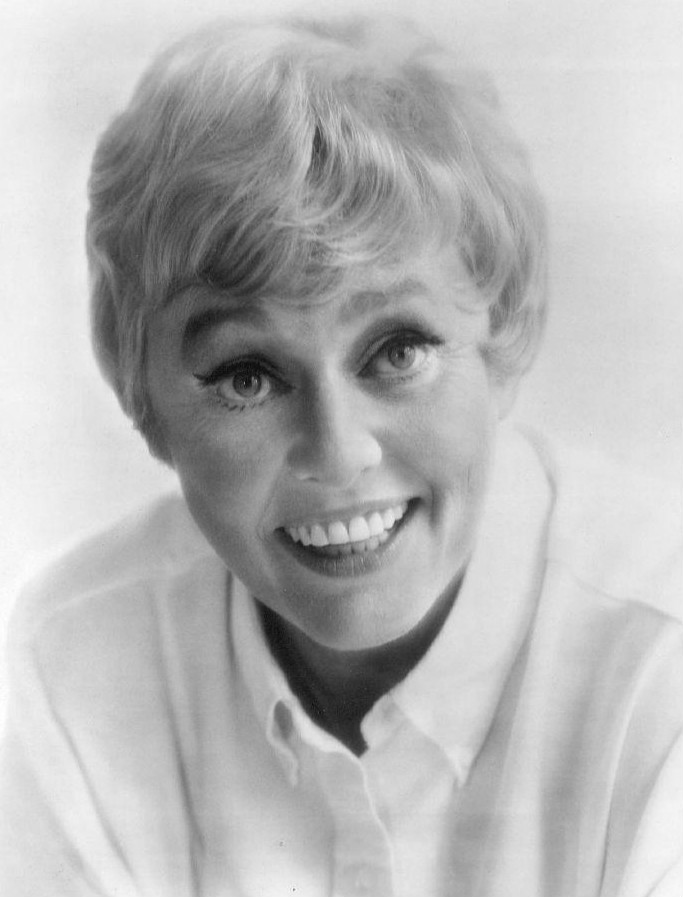

팻 캐럴(Patricia Ann Carroll, 1927년 5월 5일 ~ 2022년 7월 30일)는 미국의 배우, 희극 배우, 가수, 텔레비전 배우, 성우, 영화배우, 연극 배우이다.

## 출연 작품

### 영화
- 새미의 어드벤쳐 2 (2012년)
- 새미의 어드벤쳐 (2010년)
- 낸시 드류 (2007년)
- 프리라이터스다이어리 (2007년)
- 아웃사이드 세일즈 (2006년)
- 미키의 환상의 크리스마스 (2001년)
- 미키는 내 친구 (2001년)
- 인어 공주 2 (2000년)
- 송캐처 (1999년)
- 구피 무비 - 오리지널 (1995년)
- ER (1994년)
- 인어 공주 (1989년) - 우슬라 목소리 역
- 이웃집 토토로(1988년) - 2005 디즈니 버전 - 할머니 영어 더빙 목소리 역
- 가필드 크리스마스 스페셜 (1987년)
- 위드 식스 유 겟 애그롤 (1968년)
- 신데렐라 (1965년)